# José Luis de Mirecki Ruiz-Casaux
José Luis de Mirecki Ruiz-Casaux. Economista y filántropo español (Madrid, 2 de septiembre de 1922-Badajoz, 2 de septiembre de 2000). 

## Biografía
Nacido en una importante familia de músicos, es hijo del violinista Alejandro Mirecki, nieto del violonchelista Víctor Mirecki y sobrino de Juan Ruiz Casaux. Pasa su niñez en la Corte madrileña y en 1926 se traslada a Tánger, donde su padre había asumido la dirección del Conservatorio. De vuelta en Madrid, el estallido de la guerra civil española le sorprende en la capital, desde donde es trasladado a Biarritz con su madre y sus hermanos, con pasaporte polaco, gracias a las gestiones del consulado de la República de Polonia, adscrito a la embajada inglesa. En 1937, con solo quince años, se presenta voluntario para incorporarse en una escuadra de requetés destinada al servicio de transmisiones del ejército nacional. Participa en la toma de Teruel, en la batalla del Ebro y en la de Cataluña. Por su valor fue condecorado en diversas ocasiones.
Terminada la contienda, continúa sus estudios en Madrid, para trasladarse en 1940 a Salamanca donde estudia Comercio en su universidad. Titular mercantil, luego profesor mercantil, forma parte de la primera generación de economistas españoles, a los que se otorga el título por la Universidad Central de Madrid en 1959. En 1965 presenta su tesis doctoral sobre el uso industrial del frío, siendo una de las primeras inscritas en Economía en la Universidad Complutense.
Casa el 6 de junio de 1947 con Carmen Quintero, con la que formará una extensa familia de diez hijos. Funcionario del recién creado Instituto Nacional de Industria desde 1942, pronto se incorpora al equipo de organización del CETME (1948), empresa militar dentro del INI fundada para equilibrar el bloqueo armamentístico que los vencedores de la Segunda Guerra Mundial habían impuesto al régimen franquista. Al poco tiempo (1949), pese a su juventud, asume la dirección económica de esta empresa, puesto que desempeñará hasta 1981. Por su labor al frente de la gestión de CETME le fue concedida en ese año la Gran Cruz al Mérito Militar con distintivo blanco (el mayor honor que otorga el ejército español a civiles). 
Paralelamente a su trabajo como economicta en el INI adquiere la condición de censor jurado de cuentas (1960), lo que le llevará a participar en las investigaciones del Tribunal de Cuentas sobre los últimos escándalos económicos del tardofranquismo. A partir de 1950 participa activamente en el aperturismo económico español inaugurado tras el fin del bloqueo, buscando inversiones extranjeras, que cristalizan en la fundación de la empresa Arba —de capital judeo-alemán, cabeza de distribución de la nueva tecnología germana en la España de la década de 1960, sobre todo Werner y Telefunken—, y el establecimiento de la multinacional Mannesmann (1970). Paralelamente, ejerce labor docente en la nueva facultad de Economía de la Universidad Complutense, como profesor de Geografía económica, cesando en su labor al fin del curso 1968-1969.
Durante su vida profesional mantiene muy activa una participación en la sociedad madrileña. En las décadas de 1940 y 1950 se establecen en España, especialmente en Madrid, un importante grupo de profesionales procedentes de Polonia y la Unión Soviética, y Mirecki participa activamente en su organización como comunidad alrededor del conde Potocki y Mons. Marian Walorek. Especialmente importante es la fundación de una institución dedicada a la atención de los mayores y jubilados de estas nacionalidades y de Nova Polska, colonia situada en Santa Pola (Alicante). Igualmente es uno de los socios re-fundadores de la Gran Peña de Madrid, club que, junto a la reactivación del Ateneo de Madrid y al Círculo de Bellas Artes, es una pieza fundamental en la vida social y cultural de la capital española; también es uno de los asistentes asiduos a las famosas tertulias de la madrileña cafetería California.
En 1983 pide la jubilación anticipada, desengañado por el desarrollo de los acontecimientos políticos y sociales de esos años, fundamentalmente tras el intento de golpe de Estado de 1981, y se retira de toda actividad social. Se traslada a Jávea para vivir sus últimos años con su esposa, y muere de cáncer en Badajoz, ciudad donde reside su hijo mayor, el mismo día de su cumpleaños en 2000.